# Curzio Origo
Curzio Origo (Roma, 9 de março de 1661 - Roma, 18 de março de 1737) foi um cardeal do século XVIII

## Biografia
Nasceu em Roma em 9 de março de 1661. De uma família patrícia originária da Úmbria. O mais velho dos quatro filhos de Gaspare Origo e Maria Laura Palombara. Os outros irmãos eram Maria Teresa (+1663), Vincenzo Baldassare (marquês) e, provavelmente, Cinzia. O pai foi várias vezes conservador de Roma. Seu primeiro nome também está listado como Curtio e como Curtiues; e seu sobrenome como Urighis.
Obteve o doutorado em direito na Universidade La Sapienza , em Roma.
Entrou na administração pontifícia em 1686 como relator da SC de Bom Governo. Referendário dos Tribunais da Assinatura Apostólica de Justiça e da Graça, 1687. Auditor do Supremo Tribunal da Assinatura Apostólica de Justiça, 1690. Relator da SC da Sagrada Consulta, 1695. Tenente civil do auditor da Reverenda Câmara Apostólica, desde janeiro de 1696. Participou da reforma dos tribunais promovida pelo Papa Inocêncio XII. Nomeado secretário dos Memoriais pelo novo Papa Clemente XI em 7 de setembro de 1700. No final de 1701, tornou-se eleitor do Tribunal da Assinatura Apostólica de Justiça. Em 1703, junto com o médico papal, Giovanni Maria Lancisi, acompanhou o sobrinho do papa, Annibale, que se graduaria na Universidade de Urbino, berço da família Albani; a viagem decorreu de acordo com as instruções minuciosamente preparadas pelo Papa Clemente XI. Em junho de 1704, foi nomeado coadjutor de Monsenhor Giuseppe Maria Tommasi, secretário da SC dos Bispos e Regulares. Cânone do capítulo da patriarcal basílica vaticana, 17 de setembro de 1705. Secretário da SCConsulta , 17 de maio de 1706; ocupou o cargo até 1712; a Consulta estava encarregada da administração da justiça nos Estados da Igreja. Prelado doméstico de Sua Santidade, 1706. Eleitor do Tribunal da Assinatura Apostólica da Graça, 1706. Além dos cargos exercidos, monsenhor Curzio também foi colaborador de confiança da família Albani, cuidando também da educação dos sobrinhos do pontífice.
Criado cardeal e reservado in pectore no consistório de 18 de maio de 1712; publicado no consistório de 26 de setembro de 1712. Concedeu dispensa para receber as ordens sacras fora das Têmporas e sem intervalos entre elas, em 30 de setembro de 1712. Recebeu o chapéu vermelho e a diaconia de S. Maria em Domnica, em 21 de novembro de 1712 ; ele construiu a torre sineira daquela igreja. Recebeu o diaconato, em 26 de fevereiro de 1713. Optou pela diaconia de S. Eustáquio, em 1º de julho de 1716. Legado em Bolonha, de 12 de abril de 1717 até 23 de julho de 1721. Participou do conclave de 1721, que elegeu o Papa Inocêncio XIII. Prefeito da SC do Conselho Tridentino, 16 de maio de 1721 até sua morte. Participou do conclave de 1724, que elegeu o Papa Bento XIII. Em junho de 1724, foi chamado a fazer parte de uma congregação criada pelo novo papa para chegar a uma solução do conflito entre a Santa Sé e o duque Vittorio Amedeo II de Sabóia; o acordo foi assinado em 1727 e com suas concessões muito amplas ao Savoy sobre imunidade e jurisdição eclesiástica, suscitou a oposição de amplos setores da Cúria Romana. Membro da Arcádia desde 1726, com o nome de Orimante Telefio, não se distinguiu por interesses culturais particulares, tendo participado em várias academias. Era amigo do pintor Antonio Amorosi. Optou pela ordem dos presbíteros, em 20 de março de 1726, e sua diaconia foi elevada pro illa vice a título. Participou do conclave de 1730, que elegeu o Papa Clemente XII. Participou, em 1730, da congregação de cardeais nomeados pelo novo papa para processar os colaboradores do falecido Papa Bento XIII, culpados de má conduta. Ele era próximo do governo francês, do qual recebia uma pensão. Prefeito da SC da Residência dos Bispos desde 1734 até à sua morte. No outono de 1736, sua saúde piorou.
Morreu em Roma em  18 de março de 1737, em seu palácio romano. Exposto na igreja de S. Eustáquio, onde se realizou o funeral a 20 de março de 1737, e sepultado no sepulcro da família na capela de S. Girolamo daquela igreja.